# Zaommomyiella sol
Zaommomyiella sol är en stekelart som beskrevs av Girault 1915. Zaommomyiella sol ingår i släktet Zaommomyiella och familjen finglanssteklar. Inga underarter finns listade i Catalogue of Life.